# Elatostema polystachyoides
Elatostema polystachyoides är en nässelväxtart som beskrevs av Wen Tsai Wang. Elatostema polystachyoides ingår i släktet Elatostema och familjen nässelväxter. Inga underarter finns listade i Catalogue of Life.